# Lista över fornlämningar i Södertälje kommun (Vårdinge)
Lista över fornlämningar i Södertälje kommun (Vårdinge) är en förteckning av ett urval av de fornlämningar som finns i Vårdinge i Södertälje kommun.
| Namn                            | Lämningstyp                      | Tillkomsttid | Historisk indelning    | Plats | Läge                 | ID-nr          | Bild                                 |
| ------------------------------- | -------------------------------- | ------------ | ---------------------- | ----- | -------------------- | -------------- | ------------------------------------ |
| Vårdinge 1:1                    | Gravfält                         |              | Vårdinge, Södermanland |       | 59.037878, 17.334390 | 10011100010001 | Ladda upp en bild av detta fornminne |
| Vårdinge 2:1                    | Gravfält                         |              | Vårdinge, Södermanland |       | 59.036051, 17.332325 | 10011100020001 | Ladda upp en bild av detta fornminne |
| Vårdinge 3:1                    | Gravfält                         |              | Vårdinge, Södermanland |       | 59.046486, 17.330620 | 10011100030001 | Ladda upp en bild av detta fornminne |
| Vårdinge 4:1                    | Stensättning                     |              | Vårdinge, Södermanland |       | 59.046568, 17.327182 | 10011100040001 | Ladda upp en bild av detta fornminne |
| Vårdinge 6:1                    | Gravfält                         |              | Vårdinge, Södermanland |       | 59.032083, 17.339627 | 10011100060001 | Ladda upp en bild av detta fornminne |
| Vårdinge 7:3                    | Stensättning                     |              | Vårdinge, Södermanland |       | 59.037322, 17.366157 | 10011100070003 | Ladda upp en bild av detta fornminne |
| Vårdinge 8:1                    | Gravfält                         |              | Vårdinge, Södermanland |       | 59.030267, 17.357348 | 10011100080001 | Ladda upp en bild av detta fornminne |
| Vårdinge 10:1                   | Gravfält                         |              | Vårdinge, Södermanland |       | 59.028167, 17.358524 | 10011100100001 | Ladda upp en bild av detta fornminne |
| Vårdinge 11:1                   | Hög                              |              | Vårdinge, Södermanland |       | 59.031493, 17.365497 | 10011100110001 | Ladda upp en bild av detta fornminne |
| Vårdinge 12:1                   | Gravfält                         |              | Vårdinge, Södermanland |       | 59.030176, 17.366786 | 10011100120001 | Ladda upp en bild av detta fornminne |
| Vårdinge 13:1                   | Gravfält                         |              | Vårdinge, Södermanland |       | 59.029022, 17.368919 | 10011100130001 | Ladda upp en bild av detta fornminne |
| Vårdinge 15:1                   | Gravfält                         |              | Vårdinge, Södermanland |       | 59.020872, 17.362224 | 10011100150001 | Ladda upp en bild av detta fornminne |
| Vårdinge 18:1                   | Gravfält                         |              | Vårdinge, Södermanland |       | 59.052081, 17.335482 | 10011100180001 | Ladda upp en bild av detta fornminne |
| Vårdinge 19:1                   | Stensättning                     |              | Vårdinge, Södermanland |       | 59.061118, 17.336548 | 10011100190001 | Ladda upp en bild av detta fornminne |
| Vårdinge 19:2                   | Stensättning                     |              | Vårdinge, Södermanland |       | 59.061448, 17.335884 | 10011100190002 | Ladda upp en bild av detta fornminne |
| Vårdinge 19:3                   | Stensättning                     |              | Vårdinge, Södermanland |       | 59.060707, 17.336914 | 10011100190003 | Ladda upp en bild av detta fornminne |
| Vårdinge 20:1                   | Gravfält                         |              | Vårdinge, Södermanland |       | 59.056999, 17.337960 | 10011100200001 | Ladda upp en bild av detta fornminne |
| Vårdinge 21:1                   | Stensättning                     |              | Vårdinge, Södermanland |       | 59.057471, 17.336398 | 10011100210001 | Ladda upp en bild av detta fornminne |
| Vårdinge 21:2                   | Stensättning                     |              | Vårdinge, Södermanland |       | 59.057738, 17.335833 | 10011100210002 | Ladda upp en bild av detta fornminne |
| Vårdinge 21:3                   | Stensättning                     |              | Vårdinge, Södermanland |       | 59.057849, 17.335239 | 10011100210003 | Ladda upp en bild av detta fornminne |
| Vårdinge 21:4                   | Stensättning                     |              | Vårdinge, Södermanland |       | 59.057772, 17.335162 | 10011100210004 | Ladda upp en bild av detta fornminne |
| Vårdinge 21:5                   | Stensättning                     |              | Vårdinge, Södermanland |       | 59.057881, 17.335077 | 10011100210005 | Ladda upp en bild av detta fornminne |
| Vårdinge 21:6                   | Stensättning                     |              | Vårdinge, Södermanland |       | 59.057769, 17.334479 | 10011100210006 | Ladda upp en bild av detta fornminne |
| Vårdinge 21:7                   | Stensättning                     |              | Vårdinge, Södermanland |       | 59.057940, 17.334173 | 10011100210007 | Ladda upp en bild av detta fornminne |
| Vårdinge 26:1                   | Stensättning                     |              | Vårdinge, Södermanland |       | 59.050265, 17.388311 | 10011100260001 | Ladda upp en bild av detta fornminne |
| Vårdinge 27:1                   | Stensättning                     |              | Vårdinge, Södermanland |       | 59.040702, 17.400002 | 10011100270001 | Ladda upp en bild av detta fornminne |
| Vårdinge 27:2                   | Stensättning                     |              | Vårdinge, Södermanland |       | 59.040709, 17.400194 | 10011100270002 | Ladda upp en bild av detta fornminne |
| Vårdinge 28:1                   | Gravfält                         |              | Vårdinge, Södermanland |       | 59.042365, 17.405130 | 10011100280001 | Ladda upp en bild av detta fornminne |
| Vårdinge 29:1                   | Gravfält                         |              | Vårdinge, Södermanland |       | 59.042679, 17.412276 | 10011100290001 | Ladda upp en bild av detta fornminne |
| Vårdinge 30:1                   | Stensättning                     |              | Vårdinge, Södermanland |       | 59.050718, 17.396377 | 10011100300001 | Ladda upp en bild av detta fornminne |
| Vårdinge 31:1                   | Stensättning                     |              | Vårdinge, Södermanland |       | 59.051139, 17.389687 | 10011100310001 | Ladda upp en bild av detta fornminne |
| Vårdinge 31:2                   | Stensättning                     |              | Vårdinge, Södermanland |       | 59.051022, 17.389682 | 10011100310002 | Ladda upp en bild av detta fornminne |
| Vårdinge 31:3                   | Stensättning                     |              | Vårdinge, Södermanland |       | 59.050949, 17.389854 | 10011100310003 | Ladda upp en bild av detta fornminne |
| Vårdinge 33:1                   | Gravfält                         |              | Vårdinge, Södermanland |       | 59.048195, 17.406955 | 10011100330001 | Ladda upp en bild av detta fornminne |
| Vårdinge 34:1                   | Stensättning                     |              | Vårdinge, Södermanland |       | 59.049308, 17.408324 | 10011100340001 | Ladda upp en bild av detta fornminne |
| Vårdinge 35:1                   | Stensättning                     |              | Vårdinge, Södermanland |       | 59.049176, 17.409747 | 10011100350001 | Ladda upp en bild av detta fornminne |
| Vårdinge 36:1                   | Stensättning                     |              | Vårdinge, Södermanland |       | 59.051436, 17.405691 | 10011100360001 | Ladda upp en bild av detta fornminne |
| Egnahem (Vårdinge 37:1)         | Fornborg                         |              | Vårdinge, Södermanland |       | 59.047205, 17.441102 | 10011100370001 | Ladda upp en bild av detta fornminne |
| Vårdinge 38:1                   | Gravfält                         |              | Vårdinge, Södermanland |       | 59.041239, 17.424149 | 10011100380001 | Ladda upp en bild av detta fornminne |
| Vårdinge 40:1                   | Fornborg                         |              | Vårdinge, Södermanland |       | 59.038319, 17.435248 | 10011100400001 | Ladda upp en bild av detta fornminne |
| Vårdinge 43:1                   | Gravfält                         |              | Vårdinge, Södermanland |       | 59.041770, 17.422956 | 10011100430001 | Ladda upp en bild av detta fornminne |
| Vårdinge 44:1                   | Röse                             |              | Vårdinge, Södermanland |       | 59.037662, 17.424087 | 10011100440001 | Ladda upp en bild av detta fornminne |
| Vårdinge 44:2                   | Röse                             |              | Vårdinge, Södermanland |       | 59.037651, 17.424330 | 10011100440002 | Ladda upp en bild av detta fornminne |
| Vårdinge 44:3                   | Stensättning                     |              | Vårdinge, Södermanland |       | 59.037665, 17.423860 | 10011100440003 | Ladda upp en bild av detta fornminne |
| Vårdinge 44:4                   | Gravhägnad                       |              | Vårdinge, Södermanland |       | 59.037793, 17.424197 | 10011100440004 | Ladda upp en bild av detta fornminne |
| Vårdinge 45:1                   | Gravfält                         |              | Vårdinge, Södermanland |       | 59.035241, 17.417533 | 10011100450001 | Ladda upp en bild av detta fornminne |
| Vårdinge 46:1                   | Stensättning                     |              | Vårdinge, Södermanland |       | 59.033834, 17.412979 | 10011100460001 | Ladda upp en bild av detta fornminne |
| Vårdinge 47:1                   | Gravfält                         |              | Vårdinge, Södermanland |       | 59.032811, 17.410805 | 10011100470001 | Ladda upp en bild av detta fornminne |
| Vårdinge 49:1                   | Stensättning                     |              | Vårdinge, Södermanland |       | 59.032509, 17.406048 | 10011100490001 | Ladda upp en bild av detta fornminne |
| Vårdinge 50:2                   | Stensättning                     |              | Vårdinge, Södermanland |       | 59.031985, 17.408865 | 10011100500002 | Ladda upp en bild av detta fornminne |
| Vårdinge 53:1                   | Grav- och boplatsområde          |              | Vårdinge, Södermanland |       | 59.030225, 17.400104 | 10011100530001 | Ladda upp en bild av detta fornminne |
| Vårdinge 54:1                   | Gravfält                         |              | Vårdinge, Södermanland |       | 59.029772, 17.403026 | 10011100540001 | Ladda upp en bild av detta fornminne |
| Vårdinge 56:1                   | Stensättning                     |              | Vårdinge, Södermanland |       | 59.026315, 17.384352 | 10011100560001 | Ladda upp en bild av detta fornminne |
| Vårdinge 57:1                   | Stensättning                     |              | Vårdinge, Södermanland |       | 59.023594, 17.386198 | 10011100570001 | Ladda upp en bild av detta fornminne |
| Vårdinge 60:1                   | Grav- och boplatsområde          |              | Vårdinge, Södermanland |       | 59.026222, 17.375393 | 10011100600001 | Ladda upp en bild av detta fornminne |
| Vårdinge 61:1                   | Stensättning                     |              | Vårdinge, Södermanland |       | 59.030361, 17.374083 | 10011100610001 | Ladda upp en bild av detta fornminne |
| Vårdinge 62:1                   | Gravfält                         |              | Vårdinge, Södermanland |       | 59.032888, 17.386804 | 10011100620001 | Ladda upp en bild av detta fornminne |
| Vårdinge 63:1                   | Grav- och boplatsområde          |              | Vårdinge, Södermanland |       | 59.033081, 17.381572 | 10011100630001 | Ladda upp en bild av detta fornminne |
| Vårdinge 64:1                   | Stensättning                     |              | Vårdinge, Södermanland |       | 59.023955, 17.370841 | 10011100640001 | Ladda upp en bild av detta fornminne |
| Vårdinge 66:1                   | Stensättning                     |              | Vårdinge, Södermanland |       | 59.034137, 17.377661 | 10011100660001 | Ladda upp en bild av detta fornminne |
| Vårdinge 67:1                   | Stensättning                     |              | Vårdinge, Södermanland |       | 59.033515, 17.376191 | 10011100670001 | Ladda upp en bild av detta fornminne |
| Vårdinge 67:2                   | Stensättning                     |              | Vårdinge, Södermanland |       | 59.033594, 17.376369 | 10011100670002 | Ladda upp en bild av detta fornminne |
| Vårdinge 68:1                   | Gravfält                         |              | Vårdinge, Södermanland |       | 59.033687, 17.374386 | 10011100680001 | Ladda upp en bild av detta fornminne |
| Vårdinge 69:1                   | Hög                              |              | Vårdinge, Södermanland |       | 59.033731, 17.375295 | 10011100690001 | Ladda upp en bild av detta fornminne |
| Vårdinge 69:2                   | Hög                              |              | Vårdinge, Södermanland |       | 59.033810, 17.375437 | 10011100690002 | Ladda upp en bild av detta fornminne |
| Vårdinge 69:3                   | Hög                              |              | Vårdinge, Södermanland |       | 59.033818, 17.375611 | 10011100690003 | Ladda upp en bild av detta fornminne |
| Vårdinge 70:1                   | Stensättning                     |              | Vårdinge, Södermanland |       | 59.034575, 17.377870 | 10011100700001 | Ladda upp en bild av detta fornminne |
| Vårdinge 71:1                   | Gravfält                         |              | Vårdinge, Södermanland |       | 59.037597, 17.378070 | 10011100710001 | Ladda upp en bild av detta fornminne |
| Vårdinge 72:1                   | Gravfält                         |              | Vårdinge, Södermanland |       | 59.037473, 17.382851 | 10011100720001 | Ladda upp en bild av detta fornminne |
| Bålberget (Vårdinge 76:1)       | Fornborg                         |              | Vårdinge, Södermanland |       | 59.064625, 17.387587 | 10011100760001 | Ladda upp en bild av detta fornminne |
| Vårdinge 78:1                   | Stensättning                     |              | Vårdinge, Södermanland |       | 59.028658, 17.406427 | 10011100780001 | Ladda upp en bild av detta fornminne |
| Vårdinge 79:1                   | Stensättning                     |              | Vårdinge, Södermanland |       | 59.028957, 17.401692 | 10011100790001 | Ladda upp en bild av detta fornminne |
| Vårdinge 79:2                   | Stensättning                     |              | Vårdinge, Södermanland |       | 59.029033, 17.402148 | 10011100790002 | Ladda upp en bild av detta fornminne |
| Vårdinge 80:1                   | Stensättning                     |              | Vårdinge, Södermanland |       | 59.035757, 17.367384 | 10011100800001 | Ladda upp en bild av detta fornminne |
| Vårdinge 80:2                   | Stensättning                     |              | Vårdinge, Södermanland |       | 59.035762, 17.367050 | 10011100800002 | Ladda upp en bild av detta fornminne |
| Vårdinge 83:1                   | Stensättning                     |              | Vårdinge, Södermanland |       | 59.027226, 17.391543 | 10011100830001 | Ladda upp en bild av detta fornminne |
| Vårdinge 83:2                   | Stensättning                     |              | Vårdinge, Södermanland |       | 59.027055, 17.391519 | 10011100830002 | Ladda upp en bild av detta fornminne |
| Vårdinge 83:3                   | Stensättning                     |              | Vårdinge, Södermanland |       | 59.027113, 17.391191 | 10011100830003 | Ladda upp en bild av detta fornminne |
| Vårdinge 84:1                   | Stensättning                     |              | Vårdinge, Södermanland |       | 59.036487, 17.379425 | 10011100840001 | Ladda upp en bild av detta fornminne |
| Vårdinge 85:1                   | Stensättning                     |              | Vårdinge, Södermanland |       | 59.049136, 17.404241 | 10011100850001 | Ladda upp en bild av detta fornminne |
| Vårdinge 85:2                   | Stensättning                     |              | Vårdinge, Södermanland |       | 59.049094, 17.404012 | 10011100850002 | Ladda upp en bild av detta fornminne |
| Vårdinge 85:4                   | Husgrund, förhistorisk/medeltida |              | Vårdinge, Södermanland |       | 59.049462, 17.403515 | 10011100850004 | Ladda upp en bild av detta fornminne |
| Vårdinge 85:5                   | Stensättning                     |              | Vårdinge, Södermanland |       | 59.049746, 17.403377 | 10011100850005 | Ladda upp en bild av detta fornminne |
| Vårdinge 85:6                   | Stensättning                     |              | Vårdinge, Södermanland |       | 59.049731, 17.403149 | 10011100850006 | Ladda upp en bild av detta fornminne |
| Vårdinge 85:7                   | Stensättning                     |              | Vårdinge, Södermanland |       | 59.049834, 17.403607 | 10011100850007 | Ladda upp en bild av detta fornminne |
| Vårdinge 86:1                   | Stensättning                     |              | Vårdinge, Södermanland |       | 59.034214, 17.376358 | 10011100860001 | Ladda upp en bild av detta fornminne |
| Vårdinge 87:1                   | Stensättning                     |              | Vårdinge, Södermanland |       | 59.038146, 17.379508 | 10011100870001 | Ladda upp en bild av detta fornminne |
| Vårdinge 88:1                   | Gravfält                         |              | Vårdinge, Södermanland |       | 59.032241, 17.373301 | 10011100880001 | Ladda upp en bild av detta fornminne |
| Vårdinge 90:1                   | Hällristning                     |              | Vårdinge, Södermanland |       | 58.994939, 17.385058 | 10011100900001 | Ladda upp en bild av detta fornminne |
| Vårdinge 92:1                   | Hällristning                     |              | Vårdinge, Södermanland |       | 58.998096, 17.380175 | 10011100920001 | Ladda upp en bild av detta fornminne |
| Vårdinge 93:1                   | Hällristning                     |              | Vårdinge, Södermanland |       | 58.998291, 17.381145 | 10011100930001 | Ladda upp en bild av detta fornminne |
| Vårdinge 95:1                   | Hällristning                     |              | Vårdinge, Södermanland |       | 58.999412, 17.401246 | 10011100950001 | Ladda upp en bild av detta fornminne |
| Vårdinge 96:1                   | Hällristning                     |              | Vårdinge, Södermanland |       | 59.068264, 17.335563 | 10011100960001 | Ladda upp en bild av detta fornminne |
| Vårdinge 96:2                   | Hällristning                     |              | Vårdinge, Södermanland |       | 59.068330, 17.335571 | 10011100960002 | Ladda upp en bild av detta fornminne |
| Vårdinge 96:3                   | Hällristning                     |              | Vårdinge, Södermanland |       | 59.068391, 17.335522 | 10011100960003 | Ladda upp en bild av detta fornminne |
| Vårdinge 96:4                   | Hällristning                     |              | Vårdinge, Södermanland |       | 59.068296, 17.335957 | 10011100960004 | Ladda upp en bild av detta fornminne |
| Vårdinge 97:1                   | Hällristning                     |              | Vårdinge, Södermanland |       | 59.067815, 17.336692 | 10011100970001 | Ladda upp en bild av detta fornminne |
| Vårdinge 101:1                  | Gravfält                         |              | Vårdinge, Södermanland |       | 59.075015, 17.326958 | 10011101010001 | Ladda upp en bild av detta fornminne |
| Vårdinge 102:1                  | Gravfält                         |              | Vårdinge, Södermanland |       | 59.083745, 17.320850 | 10011101020001 | Ladda upp en bild av detta fornminne |
| Vårdinge 103:1                  | Gravfält                         |              | Vårdinge, Södermanland |       | 59.063123, 17.331513 | 10011101030001 | Ladda upp en bild av detta fornminne |
| Vårdinge 104:1                  | Gravfält                         |              | Vårdinge, Södermanland |       | 59.075765, 17.328070 | 10011101040001 | Ladda upp en bild av detta fornminne |
| Vårdinge 104:2                  | Hällristning                     |              | Vårdinge, Södermanland |       | 59.075891, 17.328054 | 10011101040002 | Ladda upp en bild av detta fornminne |
| Vårdinge 105:1                  | Stensättning                     |              | Vårdinge, Södermanland |       | 59.084568, 17.318288 | 10011101050001 | Ladda upp en bild av detta fornminne |
| Vårdinge 105:2                  | Stensättning                     |              | Vårdinge, Södermanland |       | 59.084470, 17.318325 | 10011101050002 | Ladda upp en bild av detta fornminne |
| Vårdinge 106:1                  | Stensättning                     |              | Vårdinge, Södermanland |       | 59.082647, 17.316945 | 10011101060001 | Ladda upp en bild av detta fornminne |
| Vårdinge 106:2                  | Stensättning                     |              | Vårdinge, Södermanland |       | 59.082216, 17.316496 | 10011101060002 | Ladda upp en bild av detta fornminne |
| Vårdinge 107:1                  | Gravfält                         |              | Vårdinge, Södermanland |       | 59.070734, 17.339800 | 10011101070001 | Ladda upp en bild av detta fornminne |
| Vårdinge 108:1                  | Stensättning                     |              | Vårdinge, Södermanland |       | 59.082920, 17.343174 | 10011101080001 | Ladda upp en bild av detta fornminne |
| Vårdinge 108:2                  | Stensättning                     |              | Vårdinge, Södermanland |       | 59.082804, 17.342939 | 10011101080002 | Ladda upp en bild av detta fornminne |
| Vårdinge 108:3                  | Stensättning                     |              | Vårdinge, Södermanland |       | 59.082616, 17.343865 | 10011101080003 | Ladda upp en bild av detta fornminne |
| Vårdinge 109:1                  | Stensättning                     |              | Vårdinge, Södermanland |       | 59.078894, 17.341418 | 10011101090001 | Ladda upp en bild av detta fornminne |
| Vårdinge 110:1                  | Röse                             |              | Vårdinge, Södermanland |       | 59.077926, 17.343301 | 10011101100001 | Ladda upp en bild av detta fornminne |
| Vårdinge 110:2                  | Fornborg                         |              | Vårdinge, Södermanland |       | 59.077741, 17.343357 | 10011101100002 | Ladda upp en bild av detta fornminne |
| Vårdinge 111:1                  | Stensättning                     |              | Vårdinge, Södermanland |       | 59.081602, 17.339612 | 10011101110001 | Ladda upp en bild av detta fornminne |
| Vårdinge 112:1                  | Hög                              |              | Vårdinge, Södermanland |       | 59.074123, 17.331474 | 10011101120001 | Ladda upp en bild av detta fornminne |
| Vårdinge 112:2                  | Stensättning                     |              | Vårdinge, Södermanland |       | 59.074149, 17.331245 | 10011101120002 | Ladda upp en bild av detta fornminne |
| Vårdinge 112:3                  | Stensättning                     |              | Vårdinge, Södermanland |       | 59.074250, 17.331362 | 10011101120003 | Ladda upp en bild av detta fornminne |
| Vårdinge 113:1                  | Stensättning                     |              | Vårdinge, Södermanland |       | 59.069190, 17.344629 | 10011101130001 | Ladda upp en bild av detta fornminne |
| Vårdinge 114:1                  | Stensättning                     |              | Vårdinge, Södermanland |       | 59.069380, 17.345458 | 10011101140001 | Ladda upp en bild av detta fornminne |
| Vårdinge 115:1                  | Stensättning                     |              | Vårdinge, Södermanland |       | 59.067804, 17.345511 | 10011101150001 | Ladda upp en bild av detta fornminne |
| Vårdinge 116:1                  | Stensättning                     |              | Vårdinge, Södermanland |       | 59.065459, 17.345819 | 10011101160001 | Ladda upp en bild av detta fornminne |
| Vårdinge 117:1                  | Stensättning                     |              | Vårdinge, Södermanland |       | 59.065060, 17.348816 | 10011101170001 | Ladda upp en bild av detta fornminne |
| Vårdinge 118:1                  | Stensättning                     |              | Vårdinge, Södermanland |       | 59.078523, 17.346705 | 10011101180001 | Ladda upp en bild av detta fornminne |
| Vårdinge 120:1                  | Röse                             |              | Vårdinge, Södermanland |       | 59.079490, 17.366754 | 10011101200001 | Ladda upp en bild av detta fornminne |
| Vårdinge 121:1                  | Gravfält                         |              | Vårdinge, Södermanland |       | 59.069348, 17.333208 | 10011101210001 | Ladda upp en bild av detta fornminne |
| Vårdinge 122:1                  | Stensättning                     |              | Vårdinge, Södermanland |       | 59.075072, 17.334955 | 10011101220001 | Ladda upp en bild av detta fornminne |
| Vårdinge 123:1                  | Röse                             |              | Vårdinge, Södermanland |       | 59.072650, 17.353247 | 10011101230001 | Ladda upp en bild av detta fornminne |
| Vårdinge 124:1                  | Fornborg                         |              | Vårdinge, Södermanland |       | 59.095324, 17.357645 | 10011101240001 | Ladda upp en bild av detta fornminne |
| Vårdinge 125:1                  | Hög                              |              | Vårdinge, Södermanland |       | 59.090354, 17.321505 | 10011101250001 | Ladda upp en bild av detta fornminne |
| Vårdinge 126:1                  | Gravfält                         |              | Vårdinge, Södermanland |       | 59.092726, 17.319889 | 10011101260001 | Ladda upp en bild av detta fornminne |
| Björsta skans (Vårdinge 128:1)  | Fornborg                         |              | Vårdinge, Södermanland |       | 59.090015, 17.331869 | 10011101280001 | Ladda upp en bild av detta fornminne |
| Vårdinge 129:1                  | Fornborg                         |              | Vårdinge, Södermanland |       | 59.104255, 17.358093 | 10011101290001 | Ladda upp en bild av detta fornminne |
| Vårdinge 130:1                  | Stensättning                     |              | Vårdinge, Södermanland |       | 58.989454, 17.417664 | 10011101300001 | Ladda upp en bild av detta fornminne |
| Vårdinge 131:1                  | Stensättning                     |              | Vårdinge, Södermanland |       | 58.994743, 17.380531 | 10011101310001 | Ladda upp en bild av detta fornminne |
| Vårdinge 132:1                  | Stensättning                     |              | Vårdinge, Södermanland |       | 58.997160, 17.393951 | 10011101320001 | Ladda upp en bild av detta fornminne |
| Vårdinge 133:1                  | Gravfält                         |              | Vårdinge, Södermanland |       | 59.001975, 17.386695 | 10011101330001 | Ladda upp en bild av detta fornminne |
| Vårdinge 134:1                  | Stensättning                     |              | Vårdinge, Södermanland |       | 59.009824, 17.375439 | 10011101340001 | Ladda upp en bild av detta fornminne |
| Vårdinge 135:1                  | Stensättning                     |              | Vårdinge, Södermanland |       | 59.011992, 17.373299 | 10011101350001 | Ladda upp en bild av detta fornminne |
| Vårdinge 135:2                  | Stensättning                     |              | Vårdinge, Södermanland |       | 59.011894, 17.373345 | 10011101350002 | Ladda upp en bild av detta fornminne |
| Vårdinge 136:1                  | Gravfält                         |              | Vårdinge, Södermanland |       | 59.009339, 17.381821 | 10011101360001 | Ladda upp en bild av detta fornminne |
| Vårdinge 138:1                  | Stensättning                     |              | Vårdinge, Södermanland |       | 59.013418, 17.399422 | 10011101380001 | Ladda upp en bild av detta fornminne |
| Vårdinge 138:2                  | Stensättning                     |              | Vårdinge, Södermanland |       | 59.013235, 17.399187 | 10011101380002 | Ladda upp en bild av detta fornminne |
| Vårdinge 139:1                  | Stensättning                     |              | Vårdinge, Södermanland |       | 59.011921, 17.403128 | 10011101390001 | Ladda upp en bild av detta fornminne |
| Vårdinge 140:1                  | Stensättning                     |              | Vårdinge, Södermanland |       | 59.070628, 17.340566 | 10011101400001 | Ladda upp en bild av detta fornminne |
| Vårdinge 140:2                  | Stensättning                     |              | Vårdinge, Södermanland |       | 59.070351, 17.340563 | 10011101400002 | Ladda upp en bild av detta fornminne |
| Vårdinge 141:1                  | Stensättning                     |              | Vårdinge, Södermanland |       | 59.071939, 17.340465 | 10011101410001 | Ladda upp en bild av detta fornminne |
| Vårdinge 142:1                  | Röse                             |              | Vårdinge, Södermanland |       | 59.066209, 17.349322 | 10011101420001 | Ladda upp en bild av detta fornminne |
| Vårdinge 143:1                  | Gravfält                         |              | Vårdinge, Södermanland |       | 59.082983, 17.334487 | 10011101430001 | Ladda upp en bild av detta fornminne |
| Vårdinge 143:2                  | Hällristning                     |              | Vårdinge, Södermanland |       | 59.082980, 17.335150 | 10011101430002 | Ladda upp en bild av detta fornminne |
| Vårdinge 144:1                  | Stensättning                     |              | Vårdinge, Södermanland |       | 58.999587, 17.412935 | 10011101440001 | Ladda upp en bild av detta fornminne |
| Vårdinge 144:2                  | Stensättning                     |              | Vårdinge, Södermanland |       | 58.999316, 17.412945 | 10011101440002 | Ladda upp en bild av detta fornminne |
| Vårdinge 145:1                  | Stensättning                     |              | Vårdinge, Södermanland |       | 59.082483, 17.337394 | 10011101450001 | Ladda upp en bild av detta fornminne |
| Vårdinge 146:1                  | Röse                             |              | Vårdinge, Södermanland |       | 59.014021, 17.397942 | 10011101460001 | Ladda upp en bild av detta fornminne |
| Vårdinge 147:2                  | Hällristning                     |              | Vårdinge, Södermanland |       | 59.084068, 17.332174 | 10011101470002 | Ladda upp en bild av detta fornminne |
| Vårdinge 153:1                  | Stensättning                     |              | Vårdinge, Södermanland |       | 59.030291, 17.410329 | 10011101530001 | Ladda upp en bild av detta fornminne |
| Vårdinge 154:1                  | Stensättning                     |              | Vårdinge, Södermanland |       | 59.029530, 17.407739 | 10011101540001 | Ladda upp en bild av detta fornminne |
| Vårdinge 154:2                  | Stensättning                     |              | Vårdinge, Södermanland |       | 59.029536, 17.407966 | 10011101540002 | Ladda upp en bild av detta fornminne |
| Vårdinge 163:1                  | Stensättning                     |              | Vårdinge, Södermanland |       | 59.046380, 17.378943 | 10011101630001 | Ladda upp en bild av detta fornminne |
| Vårdinge 163:2                  | Stensättning                     |              | Vårdinge, Södermanland |       | 59.046191, 17.379023 | 10011101630002 | Ladda upp en bild av detta fornminne |
| Vårdinge 164:1                  | Stensättning                     |              | Vårdinge, Södermanland |       | 59.046777, 17.379586 | 10011101640001 | Ladda upp en bild av detta fornminne |
| Vårdinge 178:1                  | Fästning/skans                   |              | Vårdinge, Södermanland |       | 58.997633, 17.370663 | 10011101780001 | Ladda upp en bild av detta fornminne |
| Vårdinge 183:1                  | Stensättning                     |              | Vårdinge, Södermanland |       | 59.067574, 17.375915 | 10011101830001 | Ladda upp en bild av detta fornminne |
| Vårdinge 187:2                  | Hällristning                     |              | Vårdinge, Södermanland |       | 58.994924, 17.383179 | 10011101870002 | Ladda upp en bild av detta fornminne |
| Vårdinge 187:3                  | Hällristning                     |              | Vårdinge, Södermanland |       | 58.994926, 17.383628 | 10011101870003 | Ladda upp en bild av detta fornminne |
| Vårdinge 192:1                  | Hög                              |              | Vårdinge, Södermanland |       | 59.063319, 17.329172 | 10011101920001 | Ladda upp en bild av detta fornminne |
| Vårdinge 192:2                  | Hög                              |              | Vårdinge, Södermanland |       | 59.063257, 17.329022 | 10011101920002 | Ladda upp en bild av detta fornminne |
| Vårdinge 192:3                  | Hög                              |              | Vårdinge, Södermanland |       | 59.063172, 17.329088 | 10011101920003 | Ladda upp en bild av detta fornminne |
| Vårdinge 192:4                  | Hög                              |              | Vårdinge, Södermanland |       | 59.063116, 17.329238 | 10011101920004 | Ladda upp en bild av detta fornminne |
| Vårdinge 193:1                  | Hällristning                     |              | Vårdinge, Södermanland |       | 59.068096, 17.333072 | 10011101930001 | Ladda upp en bild av detta fornminne |
| Vårdinge 194:1                  | Hällristning                     |              | Vårdinge, Södermanland |       | 59.067383, 17.333003 | 10011101940001 | Ladda upp en bild av detta fornminne |
| Vårdinge 195:1                  | Stensättning                     |              | Vårdinge, Södermanland |       | 59.062902, 17.349395 | 10011101950001 | Ladda upp en bild av detta fornminne |
| Vårdinge 197:1                  | Hällristning                     |              | Vårdinge, Södermanland |       | 59.067885, 17.335335 | 10011101970001 | Ladda upp en bild av detta fornminne |
| Vårdinge 197:2                  | Hällristning                     |              | Vårdinge, Södermanland |       | 59.067851, 17.335181 | 10011101970002 | Ladda upp en bild av detta fornminne |
| Vårdinge 199:1                  | Stensättning                     |              | Vårdinge, Södermanland |       | 59.077561, 17.324647 | 10011101990001 | Ladda upp en bild av detta fornminne |
| Vårdinge 200:1                  | Gravfält                         |              | Vårdinge, Södermanland |       | 59.077374, 17.329613 | 10011102000001 | Ladda upp en bild av detta fornminne |
| Vårdinge 201:1                  | Stensättning                     |              | Vårdinge, Södermanland |       | 59.013294, 17.369157 | 10011102010001 | Ladda upp en bild av detta fornminne |
| Vårdinge 201:2                  | Stensättning                     |              | Vårdinge, Södermanland |       | 59.013179, 17.369308 | 10011102010002 | Ladda upp en bild av detta fornminne |
| Vårdinge 202:1                  | Grav- och boplatsområde          |              | Vårdinge, Södermanland |       | 58.999904, 17.372083 | 10011102020001 | Ladda upp en bild av detta fornminne |
| Vårdinge 204:1                  | Gravfält                         |              | Vårdinge, Södermanland |       | 59.002413, 17.374223 | 10011102040001 | Ladda upp en bild av detta fornminne |
| Vårdinge 205:1                  | Stensättning                     |              | Vårdinge, Södermanland |       | 59.000191, 17.379406 | 10011102050001 | Ladda upp en bild av detta fornminne |
| Vårdinge 206:1                  | Gravfält                         |              | Vårdinge, Södermanland |       | 58.996776, 17.385121 | 10011102060001 | Ladda upp en bild av detta fornminne |
| Vårdinge 207:1                  | Stensättning                     |              | Vårdinge, Södermanland |       | 58.996042, 17.383258 | 10011102070001 | Ladda upp en bild av detta fornminne |
| Vårdinge 207:2                  | Hällristning                     |              | Vårdinge, Södermanland |       | 58.996271, 17.382860 | 10011102070002 | Ladda upp en bild av detta fornminne |
| Vårdinge 207:3                  | Hällristning                     |              | Vårdinge, Södermanland |       | 58.996090, 17.384111 | 10011102070003 | Ladda upp en bild av detta fornminne |
| Vårdinge 208:1                  | Gravfält                         |              | Vårdinge, Södermanland |       | 58.994816, 17.389103 | 10011102080001 | Ladda upp en bild av detta fornminne |
| Vårdinge 210:1                  | Stensättning                     |              | Vårdinge, Södermanland |       | 59.003578, 17.390265 | 10011102100001 | Ladda upp en bild av detta fornminne |
| Vårdinge 211:1                  | Stensättning                     |              | Vårdinge, Södermanland |       | 59.012028, 17.371887 | 10011102110001 | Ladda upp en bild av detta fornminne |
| Vårdinge 212:1                  | Stensättning                     |              | Vårdinge, Södermanland |       | 59.008431, 17.373527 | 10011102120001 | Ladda upp en bild av detta fornminne |
| Vårdinge 213:1                  | Gravfält                         |              | Vårdinge, Södermanland |       | 59.006309, 17.374715 | 10011102130001 | Ladda upp en bild av detta fornminne |
| Vårdinge 215:1                  | Stensättning                     |              | Vårdinge, Södermanland |       | 59.005516, 17.384629 | 10011102150001 | Ladda upp en bild av detta fornminne |
| Vårdinge 215:2                  | Stensättning                     |              | Vårdinge, Södermanland |       | 59.005578, 17.384227 | 10011102150002 | Ladda upp en bild av detta fornminne |
| Vårdinge 216:1                  | Stensättning                     |              | Vårdinge, Södermanland |       | 59.005661, 17.382897 | 10011102160001 | Ladda upp en bild av detta fornminne |
| Vårdinge 217:1                  | Gravfält                         |              | Vårdinge, Södermanland |       | 59.015839, 17.379098 | 10011102170001 | Ladda upp en bild av detta fornminne |
| Vårdinge 218:1                  | Gravfält                         |              | Vårdinge, Södermanland |       | 59.008957, 17.383419 | 10011102180001 | Ladda upp en bild av detta fornminne |
| Vårdinge 220:1                  | Stensättning                     |              | Vårdinge, Södermanland |       | 59.004255, 17.386662 | 10011102200001 | Ladda upp en bild av detta fornminne |
| Vårdinge 220:2                  | Stensättning                     |              | Vårdinge, Södermanland |       | 59.004144, 17.386917 | 10011102200002 | Ladda upp en bild av detta fornminne |
| Vårdinge 221:1                  | Hög                              |              | Vårdinge, Södermanland |       | 59.013617, 17.396748 | 10011102210001 | Ladda upp en bild av detta fornminne |
| Vårdinge 222:1                  | Röse                             |              | Vårdinge, Södermanland |       | 59.012776, 17.398729 | 10011102220001 | Ladda upp en bild av detta fornminne |
| Vårdinge 223:1                  | Röse                             |              | Vårdinge, Södermanland |       | 59.016613, 17.392112 | 10011102230001 | Ladda upp en bild av detta fornminne |
| Vårdinge 223:2                  | Stensättning                     |              | Vårdinge, Södermanland |       | 59.016996, 17.392227 | 10011102230002 | Ladda upp en bild av detta fornminne |
| Vårdinge 223:3                  | Gravhägnad                       |              | Vårdinge, Södermanland |       | 59.017086, 17.392299 | 10011102230003 | Ladda upp en bild av detta fornminne |
| Vårdinge 224:1                  | Stensättning                     |              | Vårdinge, Södermanland |       | 59.004005, 17.404700 | 10011102240001 | Ladda upp en bild av detta fornminne |
| Vårdinge 225:1                  | Stensättning                     |              | Vårdinge, Södermanland |       | 58.999496, 17.414091 | 10011102250001 | Ladda upp en bild av detta fornminne |
| Vårdinge 226:1                  | Gravfält                         |              | Vårdinge, Södermanland |       | 59.000808, 17.411046 | 10011102260001 | Ladda upp en bild av detta fornminne |
| Vårdinge 227:1                  | Stensättning                     |              | Vårdinge, Södermanland |       | 59.005287, 17.394253 | 10011102270001 | Ladda upp en bild av detta fornminne |
| Vårdinge 227:2                  | Stensättning                     |              | Vårdinge, Södermanland |       | 59.005096, 17.394425 | 10011102270002 | Ladda upp en bild av detta fornminne |
| Vårdinge 228:1                  | Stensättning                     |              | Vårdinge, Södermanland |       | 59.005369, 17.392642 | 10011102280001 | Ladda upp en bild av detta fornminne |
| Skarsjöstugan (Vårdinge 229:1)  | Hög                              |              | Vårdinge, Södermanland |       | 59.002531, 17.398990 | 10011102290001 | Ladda upp en bild av detta fornminne |
| Vårdinge 230:1                  | Fornborg                         |              | Vårdinge, Södermanland |       | 59.013919, 17.437092 | 10011102300001 | Ladda upp en bild av detta fornminne |
| Vårdinge 231:1                  | Stensättning                     |              | Vårdinge, Södermanland |       | 58.991130, 17.417690 | 10011102310001 | Ladda upp en bild av detta fornminne |
| Vårdinge 232:1                  | Stensättning                     |              | Vårdinge, Södermanland |       | 59.006876, 17.373526 | 10011102320001 | Ladda upp en bild av detta fornminne |
| Vårdinge 233:1                  | Stensättning                     |              | Vårdinge, Södermanland |       | 58.999460, 17.383581 | 10011102330001 | Ladda upp en bild av detta fornminne |
| Vårdinge 233:2                  | Stensättning                     |              | Vårdinge, Södermanland |       | 58.999466, 17.383154 | 10011102330002 | Ladda upp en bild av detta fornminne |
| Vårdinge 233:3                  | Stensättning                     |              | Vårdinge, Södermanland |       | 58.999212, 17.383836 | 10011102330003 | Ladda upp en bild av detta fornminne |
| Vårdinge 233:4                  | Stensättning                     |              | Vårdinge, Södermanland |       | 58.999532, 17.383468 | 10011102330004 | Ladda upp en bild av detta fornminne |
| Vårdinge 234:1                  | Stensättning                     |              | Vårdinge, Södermanland |       | 58.998643, 17.382210 | 10011102340001 | Ladda upp en bild av detta fornminne |
| Vårdinge 234:2                  | Stensättning                     |              | Vårdinge, Södermanland |       | 58.998693, 17.382413 | 10011102340002 | Ladda upp en bild av detta fornminne |
| Vårdinge 235:1                  | Stensättning                     |              | Vårdinge, Södermanland |       | 58.996080, 17.390552 | 10011102350001 | Ladda upp en bild av detta fornminne |
| Vårdinge 235:2                  | Stensättning                     |              | Vårdinge, Södermanland |       | 58.995927, 17.390621 | 10011102350002 | Ladda upp en bild av detta fornminne |
| Vårdinge 235:3                  | Stensättning                     |              | Vårdinge, Södermanland |       | 58.995834, 17.390747 | 10011102350003 | Ladda upp en bild av detta fornminne |
| Vårdinge 236:1                  | Stensättning                     |              | Vårdinge, Södermanland |       | 58.996756, 17.388295 | 10011102360001 | Ladda upp en bild av detta fornminne |
| Vårdinge 236:2                  | Stensättning                     |              | Vårdinge, Södermanland |       | 58.996357, 17.388205 | 10011102360002 | Ladda upp en bild av detta fornminne |
| Vårdinge 237:1                  | Stensättning                     |              | Vårdinge, Södermanland |       | 58.983059, 17.395634 | 10011102370001 | Ladda upp en bild av detta fornminne |
| Vårdinge 238:1                  | Stensättning                     |              | Vårdinge, Södermanland |       | 58.993380, 17.408226 | 10011102380001 | Ladda upp en bild av detta fornminne |
| Vårdinge 238:2                  | Stensättning                     |              | Vårdinge, Södermanland |       | 58.993299, 17.408530 | 10011102380002 | Ladda upp en bild av detta fornminne |
| Vårdinge 238:3                  | Stensättning                     |              | Vårdinge, Södermanland |       | 58.993053, 17.407929 | 10011102380003 | Ladda upp en bild av detta fornminne |
| Vårdinge 239:1                  | Stensättning                     |              | Vårdinge, Södermanland |       | 58.993005, 17.396889 | 10011102390001 | Ladda upp en bild av detta fornminne |
| Vårdinge 240:1                  | Stensättning                     |              | Vårdinge, Södermanland |       | 59.001814, 17.393902 | 10011102400001 | Ladda upp en bild av detta fornminne |
| Vårdinge 241:1                  | Stensättning                     |              | Vårdinge, Södermanland |       | 59.004458, 17.398589 | 10011102410001 | Ladda upp en bild av detta fornminne |
| Vårdinge 242:1                  | Röse                             |              | Vårdinge, Södermanland |       | 59.004851, 17.405172 | 10011102420001 | Ladda upp en bild av detta fornminne |
| Vårdinge 242:2                  | Stensättning                     |              | Vårdinge, Södermanland |       | 59.004488, 17.405819 | 10011102420002 | Ladda upp en bild av detta fornminne |
| Vårdinge 242:3                  | Stensättning                     |              | Vårdinge, Södermanland |       | 59.004462, 17.405262 | 10011102420003 | Ladda upp en bild av detta fornminne |
| Vårdinge 244:1                  | Stensättning                     |              | Vårdinge, Södermanland |       | 58.994678, 17.372969 | 10011102440001 | Ladda upp en bild av detta fornminne |
| Vårdinge 245:1                  | Röse                             |              | Vårdinge, Södermanland |       | 58.991960, 17.375408 | 10011102450001 | Ladda upp en bild av detta fornminne |
| Vårdinge 246:1                  | Gravfält                         |              | Vårdinge, Södermanland |       | 58.993774, 17.390470 | 10011102460001 | Ladda upp en bild av detta fornminne |
| Vårdinge 248:1                  | Stensättning                     |              | Vårdinge, Södermanland |       | 59.003396, 17.405588 | 10011102480001 | Ladda upp en bild av detta fornminne |
| Vårdinge 249:1                  | Stensättning                     |              | Vårdinge, Södermanland |       | 59.003097, 17.406004 | 10011102490001 | Ladda upp en bild av detta fornminne |
| Vårdinge 249:2                  | Stensättning                     |              | Vårdinge, Södermanland |       | 59.003097, 17.406675 | 10011102490002 | Ladda upp en bild av detta fornminne |
| Vårdinge 250:1                  | Gravfält                         |              | Vårdinge, Södermanland |       | 59.002255, 17.408747 | 10011102500001 | Ladda upp en bild av detta fornminne |
| Vårdinge 251:1                  | Röse                             |              | Vårdinge, Södermanland |       | 59.011718, 17.398071 | 10011102510001 | Ladda upp en bild av detta fornminne |
| Vårdinge 251:2                  | Stensättning                     |              | Vårdinge, Södermanland |       | 59.011537, 17.398285 | 10011102510002 | Ladda upp en bild av detta fornminne |
| Vårdinge 252:1                  | Grav- och boplatsområde          |              | Vårdinge, Södermanland |       | 59.006854, 17.399303 | 10011102520001 | Ladda upp en bild av detta fornminne |
| Vårdinge 253:1                  | Stensättning                     |              | Vårdinge, Södermanland |       | 59.053963, 17.412692 | 10011102530001 | Ladda upp en bild av detta fornminne |
| Vårdinge 254:1                  | Stensättning                     |              | Vårdinge, Södermanland |       | 59.053407, 17.415945 | 10011102540001 | Ladda upp en bild av detta fornminne |
| Vårdinge 258:1                  | Stensättning                     |              | Vårdinge, Södermanland |       | 59.002772, 17.396092 | 10011102580001 | Ladda upp en bild av detta fornminne |
| Vårdinge 259:1                  | Stensättning                     |              | Vårdinge, Södermanland |       | 59.003842, 17.396920 | 10011102590001 | Ladda upp en bild av detta fornminne |
| Vårdinge 260:1                  | Stensättning                     |              | Vårdinge, Södermanland |       | 59.002783, 17.390790 | 10011102600001 | Ladda upp en bild av detta fornminne |
| Vårdinge 261:1                  | Stensättning                     |              | Vårdinge, Södermanland |       | 59.004150, 17.378961 | 10011102610001 | Ladda upp en bild av detta fornminne |
| Vårdinge 263:1                  | Stensättning                     |              | Vårdinge, Södermanland |       | 58.998495, 17.384321 | 10011102630001 | Ladda upp en bild av detta fornminne |
| Vårdinge 264:1                  | Stensättning                     |              | Vårdinge, Södermanland |       | 59.000481, 17.383518 | 10011102640001 | Ladda upp en bild av detta fornminne |
| Vårdinge 265:1                  | Stensättning                     |              | Vårdinge, Södermanland |       | 59.001308, 17.385234 | 10011102650001 | Ladda upp en bild av detta fornminne |
| Vårdinge 265:2                  | Stensättning                     |              | Vårdinge, Södermanland |       | 59.001206, 17.385370 | 10011102650002 | Ladda upp en bild av detta fornminne |
| Vårdinge 266:1                  | Stensättning                     |              | Vårdinge, Södermanland |       | 59.001755, 17.385135 | 10011102660001 | Ladda upp en bild av detta fornminne |
| Vårdinge 269:1                  | Stensättning                     |              | Vårdinge, Södermanland |       | 58.995641, 17.392995 | 10011102690001 | Ladda upp en bild av detta fornminne |
| Vårdinge 270:1                  | Stensättning                     |              | Vårdinge, Södermanland |       | 59.001161, 17.383209 | 10011102700001 | Ladda upp en bild av detta fornminne |
| Vårdinge 274:1                  | Stensättning                     |              | Vårdinge, Södermanland |       | 59.010863, 17.400277 | 10011102740001 | Ladda upp en bild av detta fornminne |
| Vårdinge 274:2                  | Stensättning                     |              | Vårdinge, Södermanland |       | 59.010840, 17.400510 | 10011102740002 | Ladda upp en bild av detta fornminne |
| Vårdinge 276:1                  | Fornborg                         |              | Vårdinge, Södermanland |       | 59.013547, 17.402791 | 10011102760001 | Ladda upp en bild av detta fornminne |
| Vårdinge 286:1                  | Stensättning                     |              | Vårdinge, Södermanland |       | 58.987960, 17.428559 | 10011102860001 | Ladda upp en bild av detta fornminne |
| Vårdinge 287:1                  | Stensättning                     |              | Vårdinge, Södermanland |       | 58.984710, 17.429501 | 10011102870001 | Ladda upp en bild av detta fornminne |
| Vårdinge 290:1                  | Stensättning                     |              | Vårdinge, Södermanland |       | 58.989887, 17.433200 | 10011102900001 | Ladda upp en bild av detta fornminne |
| Vårdinge 295:2                  | Stensättning                     |              | Vårdinge, Södermanland |       | 59.002666, 17.424370 | 10011102950002 | Ladda upp en bild av detta fornminne |
| Vårdinge 299:1                  | Stensättning                     |              | Vårdinge, Södermanland |       | 58.990432, 17.418258 | 10011102990001 | Ladda upp en bild av detta fornminne |
| Vårdinge 303:1                  | Gravfält                         |              | Vårdinge, Södermanland |       | 59.036730, 17.387227 | 10011103030001 | Ladda upp en bild av detta fornminne |
| Lilla Hanelund (Vårdinge 307:1) | Lägenhetsbebyggelse              |              | Vårdinge, Södermanland |       | 59.040173, 17.397423 | 10011103070001 | Ladda upp en bild av detta fornminne |
| Vårdinge 309:1                  | Stensättning                     |              | Vårdinge, Södermanland |       | 59.032153, 17.403905 | 10011103090001 | Ladda upp en bild av detta fornminne |
| Vårdinge 309:2                  | Stensättning                     |              | Vårdinge, Södermanland |       | 59.032191, 17.404112 | 10011103090002 | Ladda upp en bild av detta fornminne |
| Vårdinge 316:1                  | Stensättning                     |              | Vårdinge, Södermanland |       | 59.039492, 17.430265 | 10011103160001 | Ladda upp en bild av detta fornminne |
| Vårdinge 321                    | Hög                              |              | Vårdinge, Södermanland |       | 59.014030, 17.368493 | 12000000121214 | Ladda upp en bild av detta fornminne |
| Vårdinge 322                    | Gravfält                         |              | Vårdinge, Södermanland |       | 59.037395, 17.344445 | 12000000122621 | Ladda upp en bild av detta fornminne |
| Vårdinge 326                    | Hällristning                     |              | Vårdinge, Södermanland |       | 59.028297, 17.391644 | 12000000129023 | Ladda upp en bild av detta fornminne |
| Vårdinge 327                    | Hällristning                     |              | Vårdinge, Södermanland |       | 59.027927, 17.391218 | 12000000134893 | Ladda upp en bild av detta fornminne |
| Vårdinge 328                    | Hällristning                     |              | Vårdinge, Södermanland |       | 59.028183, 17.391497 | 12000000134895 | Ladda upp en bild av detta fornminne |
| Vårdinge 329                    | Hällristning                     |              | Vårdinge, Södermanland |       | 59.028432, 17.393588 | 12000000134897 | Ladda upp en bild av detta fornminne |
| Vårdinge 330                    | Hällristning                     |              | Vårdinge, Södermanland |       | 59.028341, 17.393702 | 12000000134899 | Ladda upp en bild av detta fornminne |
| Vårdinge 331                    | Hällristning                     |              | Vårdinge, Södermanland |       | 59.028274, 17.394327 | 12000000134901 | Ladda upp en bild av detta fornminne |
| Överjärna 38:3                  | Stensättning                     |              | Vårdinge, Södermanland |       | 59.082486, 17.427432 | 10012800380003 | Ladda upp en bild av detta fornminne |
| Överjärna 38:4                  | Röse                             |              | Vårdinge, Södermanland |       | 59.082560, 17.427209 | 10012800380004 | Ladda upp en bild av detta fornminne |
| Överjärna 38:5                  | Stensättning                     |              | Vårdinge, Södermanland |       | 59.082323, 17.427565 | 10012800380005 | Ladda upp en bild av detta fornminne |